# Ranhados (Mêda)
Ranhados é uma povoação portuguesa, sede da freguesia homónima, do município de Mêda, freguesia com 25,46 km² de área e 234 habitantes (censo de 2021), tendo, por isso, uma densidade populacional de 9,2 hab./km².
Foi vila e sede de concelho entre 1286 e 6 de novembro de 1836. Este era constituído pelas freguesias de Areola, Poço do Canto e Ranhados. Tinha, em 1801, 1478 habitantes.

## Demografia
A população registada nos censos foi:
| Distribuição da população por grupos etários | Distribuição da população por grupos etários | Distribuição da população por grupos etários | Distribuição da população por grupos etários | Distribuição da população por grupos etários |
| -------------------------------------------- | -------------------------------------------- | -------------------------------------------- | -------------------------------------------- | -------------------------------------------- |
| Ano                                          | 0-14 Anos                                    | 15-24 Anos                                   | 25-64 Anos                                   | > 65 Anos                                    |
| 2001                                         | 40                                           | 48                                           | 161                                          | 86                                           |
| 2011                                         | 17                                           | 19                                           | 120                                          | 96                                           |
| 2021                                         | 17                                           | 9                                            | 107                                          | 101                                          |

## Património
- Igreja Matriz de Ranhados
- Capela da Senhora do Campo
- Capela de Santo António
- Capela de São Sebastião
- Capela de Santo Amaro
- Igreja de São João Evangelista
- Capela de São João Baptista
- Pelourinho de Ranhados
- Castelo de Ranhados
- Castro Velho

## Resultados eleitorais

### Eleições autárquicas (Junta de Freguesia)
| Partido | %    | M    | %    | M    | %    | M    | %    | M    | %    | M    | %    | M    | %    | M    | %    | M    | %    | M    | %    | M    | %    | M    |
| Partido | 1976 | 1976 | 1979 | 1979 | 1982 | 1982 | 1985 | 1985 | 1989 | 1989 | 1993 | 1993 | 1997 | 1997 | 2001 | 2001 | 2005 | 2005 | 2009 | 2009 | 2013 | 2013 |
| ------- | ---- | ---- | ---- | ---- | ---- | ---- | ---- | ---- | ---- | ---- | ---- | ---- | ---- | ---- | ---- | ---- | ---- | ---- | ---- | ---- | ---- | ---- |
| CDS-PP  | 71,3 | 6    |      |      |      |      |      |      | 42,3 | 3    | 44,3 | 3    |      |      |      |      |      |      |      |      |      |      |
| PPD/PSD | 23,6 | 1    |      |      |      |      |      |      | 55,2 | 4    | 52,4 | 4    | 76,7 | 6    | 53,8 | 4    | 74,3 | 7    | 71,6 | 7    | 52,4 | 4    |
| AD      |      |      | 84,2 | 9    |      |      |      |      |      |      |      |      |      |      |      |      |      |      |      |      |      |      |
| PS      |      |      |      |      | 65,1 | 8    | 27,6 | 2    |      |      |      |      |      |      | 42,8 | 3    |      |      |      |      |      |      |
| APU/CDU |      |      |      |      | 12,7 | 1    |      |      |      |      |      |      |      |      |      |      |      |      |      |      | 1,3  | -    |
| PRD     |      |      |      |      |      |      | 66,4 | 5    |      |      |      |      |      |      |      |      |      |      |      |      |      |      |
| PPM     |      |      |      |      |      |      |      |      |      |      |      |      | 21,2 | 1    |      |      |      |      |      |      | 41,1 | 3    |